# 短柄红山茶
短柄红山茶（学名：Camellia brevipetiolata）是山茶科山茶属的植物。分布于中国大陆的四川等地，生长于海拔2,100米的地区，一般生长在山地，目前尚未由人工引种栽培。